# Kaspar Hassel
Kaspar Fredrik Hassel (Roan, Sør-Trøndelag, 6 de novembre de 1877 - Bergen, Hordaland, 9 d'abril de 1962) va ser un arquitecte i regatista noruec que va competir a començaments del segle xx.
El 1920 va prendre part en els Jocs Olímpics d'Anvers, on va guanyar la medalla d'or en els 12 metres (1919 rating) del programa de vela, a bord del Heira II.